# IC 5035
IC 5035 је спирална галаксија у сазвјежђу Индијанац која се налази на листи објеката дубоког неба у Индекс каталогу.
Деклинација објекта је - 57° 7' 39" а ректасцензија 20h 44m 14,5s. Привидна величина (магнитуда) објекта IC 5035 износи 15,1 а фотографска магнитуда 15,9. IC 5035 је још познат и под ознакама ESO 187-11, PGC 65285.